# The Room (film, 2006)
Pour les articles homonymes, voir The Room (homonymie).
The Room est un long-métrage belge réalisé en 2006 par Giles Daoust, avec Pascal Duquenne.

## Résumé
Alex est un jeune homme atteint du Syndrome de Down, cloué dans un fauteuil roulant. Il est maltraité par ses parents, des gens froids et cruels.
Sa sœur Melinda est la seule à l'aider mais, enceinte d'un inconnu, se prépare à quitter le domicile familial pour refaire sa vie loin de ce climat délétère.
Or un jour, une mystérieuse porte apparaît dans la maison. Chaque personne qui tente de la franchir disparaît en poussant un cri d'effroi... La famille se retrouve alors emprisonnée dans sa propre maison, car toutes les issues sont condamnées. Tous devront alors affronter leurs plus sombres secrets, et franchir la porte...

## Fiche technique
- Titre : The Room
- Année de production : 2006
- Réalisation : Giles Daoust
- Pays :  Belgique
- Genre : Thriller, Fantastique
- Format : Couleurs
- Durée : 80 minutes

## Distribution
- Pascal Duquenne : Alex
- Caroline Veyt : Melinda

## Critiques
Lors de sa sortie en salle, The Room a été jugé positivement par La Dernière Heure et la Tribune de Bruxelles, mais a obtenu 1 étoile dans Le Soir et 0 étoile dans La Libre Belgique (les deux principaux quotidiens belges francophones). Projeté au Festival international du film fantastique de Bruxelles, le film semble avoir été complètement ignoré par les critiques étrangers et les revues spécialisées en cinéma. Sorti dans le réseau de salles de cinéma UGC en Belgique, il est resté une seule semaine à l'affiche, ce qui se reflète dans les avis négatifs du public sur Cinebel.be et Cinenews.be.